# Таонань
Таонань (кит. спр. 洮南市, піньїнь: Táonán Shì) — місто-повіт в східнокитайській провінції Цзілінь, складова міста Байчен.

## Географія
Таонань розташований на рівнині Сунляо на висоті 150 метрів над рівнем моря, лежить на річці Таор, правій притоці Нуньцзяну.

### Клімат
Місто знаходиться у зоні, котра характеризується вологим континентальним кліматом. Найтепліший місяць — липень із середньою температурою 23,9 °C. Найхолодніший місяць — січень, із середньою температурою -15 °С.
| Клімат Таонаня          | Клімат Таонаня | Клімат Таонаня | Клімат Таонаня | Клімат Таонаня | Клімат Таонаня | Клімат Таонаня | Клімат Таонаня | Клімат Таонаня | Клімат Таонаня | Клімат Таонаня | Клімат Таонаня | Клімат Таонаня | Клімат Таонаня |
| Показник                | Січ.           | Лют.           | Бер.           | Квіт.          | Трав.          | Черв.          | Лип.           | Серп.          | Вер.           | Жовт.          | Лист.          | Груд.          | Рік            |
| Середній максимум, °C   | −8,6           | −3,1           | 4,9            | 15,4           | 22,9           | 27,7           | 28,9           | 27,9           | 22,5           | 13,7           | 1,5            | −6,7           | 12,3           |
| Середня температура, °C | −15            | −10,1          | −1,9           | 8,5            | 16,4           | 21,8           | 23,9           | 22,5           | 16             | 7,1            | −4,4           | −12,5          | 6              |
| Середній мінімум, °C    | −20,1          | −15,9          | −8,1           | 1,6            | 9,6            | 16             | 19,2           | 17,5           | 10,1           | 1,5            | −9,2           | −17,1          | 0,2            |
| Норма опадів, мм        | 1.1            | 1.2            | 5.5            | 17             | 29             | 75.3           | 120.1          | 74.7           | 30.6           | 13.4           | 4.1            | 2.5            | 374.5          |
| Вологість повітря, %    | 57             | 48             | 42             | 40             | 43             | 57             | 70             | 70             | 60             | 52             | 54             | 59             | 54.3           |
| ----------------------- | -------------- | -------------- | -------------- | -------------- | -------------- | -------------- | -------------- | -------------- | -------------- | -------------- | -------------- | -------------- | -------------- |
| Джерело: data.cma.cn    |                |                |                |                |                |                |                |                |                |                |                |                |                |